# Sinajana
Sinajana (czamorro: Sinahånña) – okręg administracyjny Guamu i jednocześnie jedna z miejscowości. Okręg ma powierzchnię 3 km², a zamieszkany jest przez 2 592 osób (dane spisowe z 2010).